# 18. новембар
18. новембар (18.11.) је 322. дан године по грегоријанском календару (323. у преступној години). До краја године има још 43 дана.

## Догађаји
- 1095 — Почео је сабор у Клермону који је сазвао папа Урбан II и који је довео до Првог крсташког рата.
- 1180 — Филип II Август је постао краљ Француске.
- 1210 — Папа Иноћентије III је екскомуницирао светог римског цара Отона IV.
- 1282 — Папа Мартин IV је екскомуницирао арагонског краља Переа III.
- 1477 — Енглески штампар Вилијам Кекстен издао је у Вестминстеру прву књигу штампану у Енглеској на енглеском језику "The Dictes and Sayings of the Philosophers".
- 1723 — Основан руски град Јекатеринбург
- 1903 — САД су с Панамом потписале уговор којим су добиле неограничено право коришћења Панамског канала. Године 1979. постигнут је споразум да Панама добије потпуни суверенитет над каналом 31. децембра 1999.
- 1910 — У Мексику је избила сељачка револуција чије су вође били Панчо Виља и Емилијано Запата. Током револуције која је трајала до 1917. погинуло је више од милион људи.
- 1916 — Командант Британског експедиционог корпуса Даглас Хејг је означио крај прве битке на Соми.
- 1918 — Летонија је прогласила независност од Русије.
- 1918 — Белгијска армија је ушла у Брисел после четири године немачке окупације у Првом светском рату.
- 1928 — У филму „Пароброд Вили“ приказаном у Њујорку први пут се појавио Мики Маус, популарни јунак цртаних филмова Волта Дизнија.
- 1936 — Немачка и Италија су признале владу генерала Франсиска Франка у Шпанији.
- 1945 — На првим изборима у Бугарској после Другог светског рата, које је опозиција бојкотовала, победио је Отаџбински фронт предвођен комунистима.
- 1969 — Модул америчког васионског брода "Аполо 12" са астронаутима Чарлсом Конрадом и Аленом Бином спустио се на Месец. Био је то други свемирски брод који је дотакао месечево тло.
- 1978 — У Џонстауну у Гијани 914 Американаца припадника секте Храм народа извршило је колективно самоубиство.
- 1987 — 31 особа је погинула у пожару у лондонској најпрометнијој станици метроа Кингс крос Сент Панкрас.
- 1991 — Снаге ЈНА су током рата у Хрватској заузеле Вуковар.
- 1993 — Лидери Јужне Африке, црнци и белци, одобрили су устав којим је означен крај политике апартхејда у тој земљи.
- 1999 — На самиту ОЕБС-а у Истанбулу усвојена је Повеља о европској безбедности којом се сукоби унутар држава сматрају легитимним предметом бриге међународне заједнице.
- 2003.

- - Хашки трибунал обелоданио је оптужницу против бивше лидера Републике Српске Крајине Милана Бабића за злочине против човечности над хрватским цивилима 1991—92. године.
- - У Београду је одржана последња седница коалиције Демократске опозиције Србије, који је престао да постоји након расписивања парламентарних избора за 28. децембар те године. ДОС је дошао на власт у Србији после победе на изборима 2000. када је поражен бивши режим који је оличавао бивши председник СР Југославије Слободан Милошевић.

- 2004 — Чешки председник Вацлав Клаус потписао је закон којим се након 140 година укида војни рок, а од јануара 2005. уводи потпуно професионална војска.

## Рођења
- 1787 — Луј Дагер, француски уметник, хемичар и пионир фотографије. (прем. 1851)
- 1877 — Артур Сесил Пигу, енглески економиста. (прем. 1959)
- 1888 — Франсес Марион, америчка сценаристкиња, редитељка, новинарка и списатељица. (прем. 1973)
- 1897 — Патрик Блекет, британски физичар, добитник Нобелове награде за физику (1948). (прем. 1974)
- 1905 — Јован Поповић, српски књижевник. (прем. 1952)
- 1906 — Џорџ Волд, амерички неуробиолог, добитник Нобелове награде за физиологију или медицину (1967). (прем. 1997)
- 1907 — Компај Сегундо, кубански музичар. (прем. 2003)
- 1930 — Томо Курузовић, српски глумац, редитељ и књижевник. (прем. 2017)
- 1939 — Маргарет Атвуд, канадска песникиња, списатељица, књижевна критичарка, есејисткиња и еколошка активисткиња.
- 1942 — Линда Еванс, америчка глумица.
- 1943 — Дина Рутић, југословенска глумица. (прем. 2019)
- 1952 — Делрој Линдо, британски глумац.
- 1953 — Алан Мур, енглески писац.
- 1955 — Срђан Кнежевић, српски спортски новинар. (прем. 2006)
- 1960 — Ким Вајлд, енглеска музичарка.
- 1960 — Елизабет Перкинс, америчка глумица.
- 1962 — Кирк Хамет, амерички музичар, најпознатији као гитариста групе Metallica.
- 1963 — Петер Шмејхел, дански фудбалски голман.
- 1966 — Зоран Савић, српски кошаркаш.
- 1968 — Овен Вилсон, амерички глумац, сценариста и продуцент.
- 1969 — Давор Јањић, босанскохерцеговачки и српски глумац. (прем. 2022)
- 1970 — Пита Вилсон, аустралијска глумица и модел.
- 1973 — Дарко Ковачевић, српски фудбалер.
- 1974 — Клои Севињи, америчка глумица, модел и модна креаторка.
- 1975 — Џејсон Вилијамс, амерички кошаркаш.
- 1981 — Алисон Толман, америчка глумица.
- 1983 — Мајкл Досон, енглески фудбалер.
- 1985 — Алисон Филикс, америчка атлетичарка.
- 1986 — Џамар Јанг, амерички кошаркаш.
- 1992 — Филип Малбашић, српски фудбалер.
- 1992 — Квинси Милер, амерички кошаркаш.

## Смрти
- 1886 — Честер А. Артур, амерички политичар. (рођ. 1829)
- 1922 — Марсел Пруст, француски писац. (рођ. 1871)
- 1956 — Добрица Милутиновић, српски глумац. (рођ. 1880).
- 1962 — Нилс Бор, дански физичар. (рођ. 1885)
- 1977 — Курт фон Шушниг, аустријски политичар. (рођ. 1897)
- 1986 — Коста Нађ, генерал, шпански борац, народни херој. (рођ. 1911)
- 1991 — Густав Хусак, чехословачки државник словачког порекла.  (рођ. 1913)
- 1993 — Анте Ламбаша, утемељивач југословенског пливања и ватерпола. (рођ. 1918)
- 1993 — Светозар Бркић, српски песник, приповедач, есејист, преводилац и професор. (рођ. 1916)[1]
- 2002 — Џејмс Коберн, амерички глумац. (рођ. 1928)
- 2003 — Радивоје Вицан Вицановић, фоторепортер. (рођ. 1948)
- 2011 — Душан Поповић, ватерполиста, репрезентативац. (рођ. 1970)
- 2017 — Малколм Јанг, аустралијски гитариста и један од оснивача групе AC/DC (рођ. 1953)

## Празници и дани сећања
Српска православна црква данас слави
- Преподобномученици Галактион и Епистима
- Свети апостоли Патров, Ерма, Лин, Гај и Филолог
- Свети Јона, архиепископ новгородски
- Свети Григорије исповедник, патријарх александријски
- Света мученица Домнина и они с њом; Свети мученици Тимотеј, Теофил и Теотим
- Свети мученик Доротеј презвитер; Свети мученици Евпсихије и Картерије
- Свети мученик Силван; Свети мученик Памфил
- Свети мученици Кастор и Агатангел; Свети Доментије